# Castillo de Gardeny
El castillo de Gardeny es un edificio medieval de España, localizado en la ciudad de Lérida (Cataluña).
Situado en una colina, era un castillo de los Templarios.

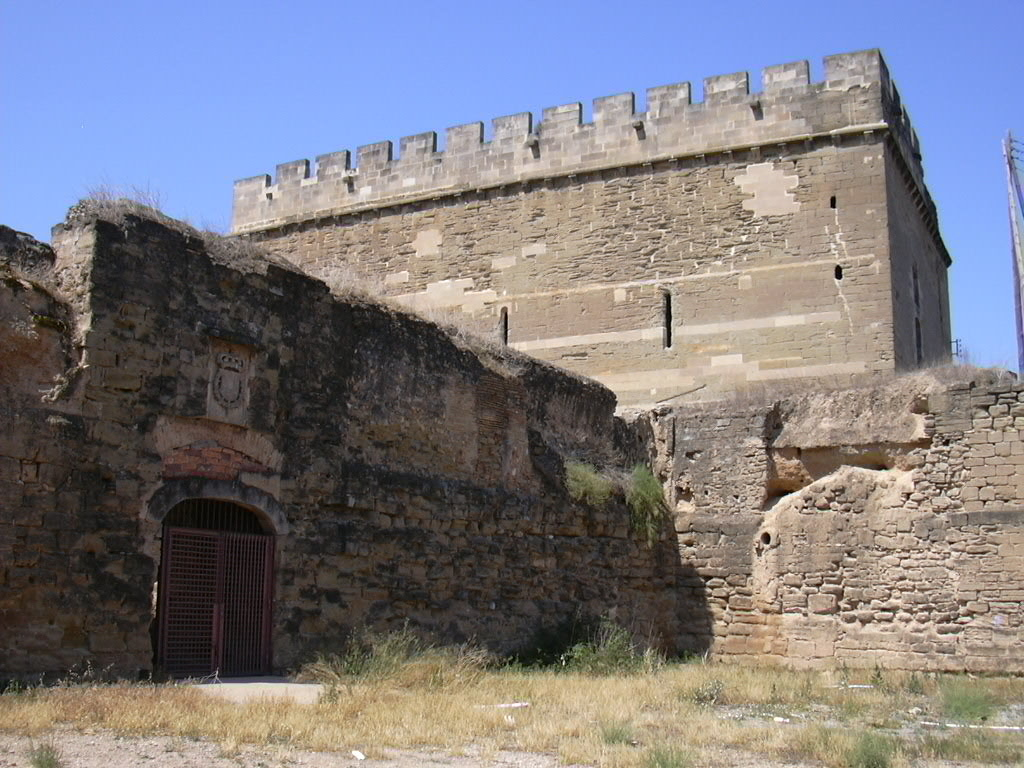
Vista frontal

## Historia
En la segunda mitad del siglo XII, la Orden del Temple alzó un complejo conventual en la estratégica meseta de Gardeny. El montículo -que ya antes de nuestra era fue utilizado como base de operaciones de militares- recibió la visita de brillantes estrategas como el propio Julio César, quien se enfrentó con los pompeyanos Afranio y Petreyo, instalados en Ilerda en el año 49 a. C.
Durante los siglos XVII y XVIII, el antiguo recinto medieval fue ampliado y transformado en un nuevo fortín militar, el diseño del cual respondería a las nuevas necesidades defensivas que supuso la introducción de la artillería: murallas flanqueadas por baluartes y rodeadas de amplios espacios, fosos y muros de contención. La imagen actual de este conjunto monumental corresponde a los restos de lo que fue una imponente fortaleza. En 2007 ha sido rehabilitado y acoge un centro de interpretación de la Orden del Temple.
Cabe recordar que en 1294 el castillo de Gardeny alojó a Jacques de Molay, último Gran Maestre de la Orden del Temple.
El castillo de Gardeny de Lérida -junto a los de Miravet, Monzón, Peñíscola y la ciudad de Tortosa- forma parte de una ruta turística y una ruta templaria Domus Templi. Este viaje a través del tiempo pone al descubierto gran parte del patrimonio y legado templario de la antigua Corona de Aragón.
Finalmente en la época moderna, la meseta de Gardeny siguió siendo un importante enclave militar español, con el Cuartel General Sanjurjo, y el Cuartel Templarios (nombre en honor del castillo templario de Gardeny).

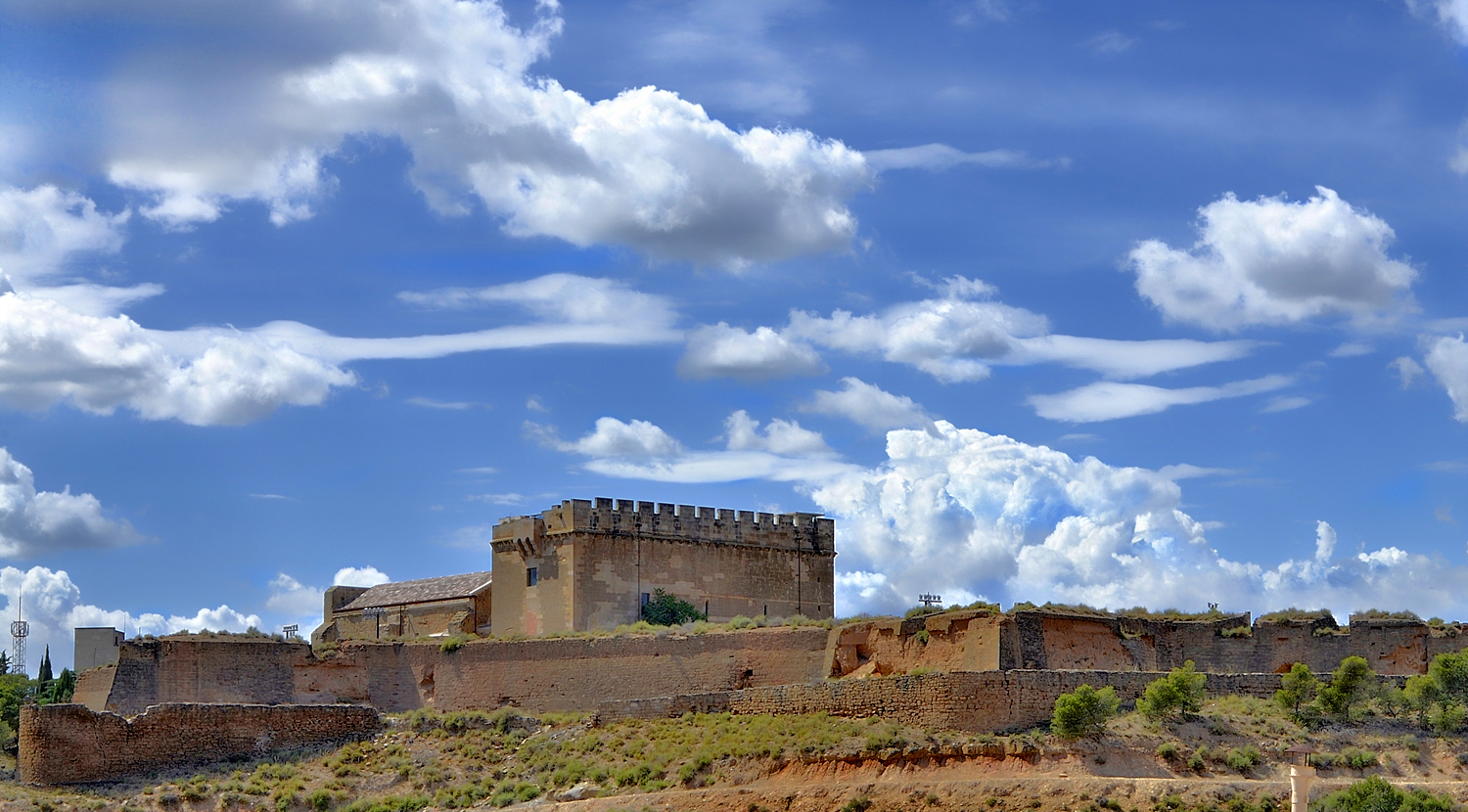
Arquitectura templaria de los siglos y